# Ahmed Mohamed Mahamoud Silanyo
Ahmed Mohamed Mahamoud Silanyo (in somalo Axmed Maxamed Maxamuud Siilaanyo; in arabo: احمد محمد محمود; Burao, 1936 – Hargheisa, 15 novembre 2024) è stato un politico somalo, Presidente della repubblica secessionista del Somaliland dal 2010 al 2017.

## Biografia
Economista, ricoprì più volte l'incarico di ministro nel corso dei governi presieduti da Siad Barre (ministro della programmazione nazionale dal 1969 al 1973, commercio estero dal 1974 al 1976, commercio dal 1980 al 1982).
Fu portavoce del Movimento Nazionale Somalo dal 1982 al 1990; dopo la disgregazione del Paese, causata dalla guerra civile scoppiata nel 1991, ricoprì alcuni incarichi di governo nel Somaliland, frattanto proclamatosi indipendente dal resto del Paese.
Dopo aver contribuito a fondare il Partito per la Pace, l'Unità e lo Sviluppo, si candidò alle elezioni presidenziali del 2003 venendo sconfitto, per soli 80 voti su oltre 480.000, dal Presidente uscente Dahir Riyale Kahin. Ricandidatosi in occasione delle elezioni del 2010, fu eletto Presidente del Somaliland, riuscendo a sconfiggere Kahin con il 44,6% dei voti contro il 33,2%.
Non si ricandidò alle elezioni del 2017.